# Selección de balonmano de Rusia
La selección de balonmano de Rusia es el equipo formado por jugadores de nacionalidad rusa que representa a la Unión Rusa de Balonmano en las competiciones internacionales organizadas por la Federación Internacional de Balonmano (IHF) o el Comité Olímpico Internacional (COI). Es uno de los combinados más laureados del panorama internacional, con dos campeonatos mundiales, un campeonato europeo y una medalla de oro en los Juegos Olímpicos.

## Jugadores

### Última convocatoria
Convocatoria del seleccionador nacional Velimir Petković para el Campeonato Europeo de Balonmano Masculino de 2022:
| Dorsal | Posición          | Nombre              | Edad | Altura (m) | Peso (kg) | Partidos | Goles | Club                    |
| ------ | ----------------- | ------------------- | ---- | ---------- | --------- | -------- | ----- | ----------------------- |
| 1      | Portero           | Artem Grushko       | 28   | 1.93       | 95        | 2        | 0     | Chejovskie Medvedi      |
| 87     | Portero           | Victor Kireev       | 34   | 1.90       | 98        | 89       | 1     | CSKA de Moscú           |
| 32     | Portero           | Andrei Vereshchagin | 25   | 1.99       | 103       | 2        | 0     | GK Permskie Medvedi     |
| 23     | Extremo izquierdo | Roman Ostashchenko  | 29   | 1.87       | 94        | 48       | 46    | Chejovskie Medvedi      |
| 44     | Extremo izquierdo | Igor Soroka         | 30   | 1.80       | 82        | 74       | 211   | CSKA de Moscú           |
| 39     | Extremo derecho   | Ilia Demin          | 21   | 1.87       | 84        | 3        | 5     | Zarja Kaspija Astrakhan |
| 24     | Extremo derecho   | Dmitry Kornev       | 29   | 1.86       | 78        | 26       | 39    | Chejovskie Medvedi      |
| 33     | Extremo derecho   | Daniil Shishkarev   | 33   | 1.90       | 85        | 145      | 356   | Chejovskie Medvedi      |
| 10     | Central           | Valentin Vorobev    | 26   | 1.90       | 77        | 4        | 6     | CSKA de Moscú           |
| 89     | Central           | Dmitri Zhítnikov    | 32   | 1.97       | 100       | 147      | 383   | Orlen Wisła Płock       |
| 78     | Pivote            | Pavel Andreev       | 29   | 1.97       | 107       | 28       | 59    | Chejovskie Medvedi      |
| 30     | Pivote            | Aleksandr Ermakov   | 26   | 1.95       | 105       | 26       | 39    | Chejovskie Medvedi      |
| 76     | Pivote            | Radomir Vrachevich  | 22   | 1.96       | 102       | 0        | 0     | HC Victor Stavropol     |
| 25     | Lateral izquierdo | Evgenij Dzemin      | 24   | 2.07       | 101       | 0        | 0     | Chejovskie Medvedi      |
| 99     | Lateral Izquierdo | Serguéi Kosorótov   | 22   | 2.00       | 95        | 43       | 118   | Orlen Wisła Płock       |
| 3      | Lateral izquierdo | Dmitri Santalov     | 25   | 1.96       | 105       | 37       | 105   | Meshkov Brest           |
| 20     | Lateral izquierdo | Mikhail Vinogradov  | 24   | 1.94       | 99        | 10       | 6     | Bregenz Handball        |
| 98     | Lateral derecho   | Nikita Kamenev      | 23   | 1.98       | 97        | 0        | 0     | Chejovskie Medvedi      |
| 17     | Lateral derecho   | Alexander Kotov     | 27   | 1.98       | 95        | 41       | 49    | Chejovskie Medvedi      |

## Historial

### Juegos Olímpicos
- 1972 - 5.ª plaza
- 1976 -  Medalla de oro
- 1980 -  Subcampeona
- 1984 - No participó por boicot
- 1988 -  Medalla de oro
- 1992 -  Medalla de oro
- 1996 - 5.ª plaza
- 2000 -  Medalla de oro
- 2004 -  Medalla de bronce
- 2008 - 6.ª plaza
- 2012 - No participó
- 2016 - No participó
- 2020 - No participó

### Campeonatos del Mundo
- 1993 -  Campeona
- 1995 - 5.ª plaza
- 1997 -  Campeona
- 1999 -  Subcampeona
- 2001 - 6.ª plaza
- 2003 - 5.ª plaza
- 2005 - 8.ª plaza
- 2007 - 6.ª plaza
- 2009 - 16.ª plaza
- 2011 - No participó
- 2013 - 7.ª plaza
- 2015 - 19.ª plaza
- 2017 - 12.ª plaza
- 2019 - 14.ª plaza
- 2021 - 14.ª plaza

### Campeonatos de Europa
- 1994 -  Subcampeona
- 1996 -  Campeona
- 1998 - 4.ª plaza
- 2000 -  Subcampeona
- 2002 - 5.ª plaza
- 2004 - 5.ª plaza
- 2006 - 6.ª plaza
- 2008 - 14.ª plaza
- 2010 - 12.ª plaza
- 2012 - 15.ª plaza
- 2014 - 9.ª plaza
- 2016 - 9.ª plaza
- 2018 - No participó
- 2020 - 22.ª plaza
- 2022 - 9.ª plaza